# Castilleja angustifolia
Castilleja angustifolia är en snyltrotsväxtart som först beskrevs av Thomas Nuttall, och fick sitt nu gällande namn av George Don jr. Castilleja angustifolia ingår i släktet målarborstar, och familjen snyltrotsväxter.

## Underarter
Arten delas in i följande underarter:
- C. a. dubia
- C. a. flavescens

## Bildgalleri

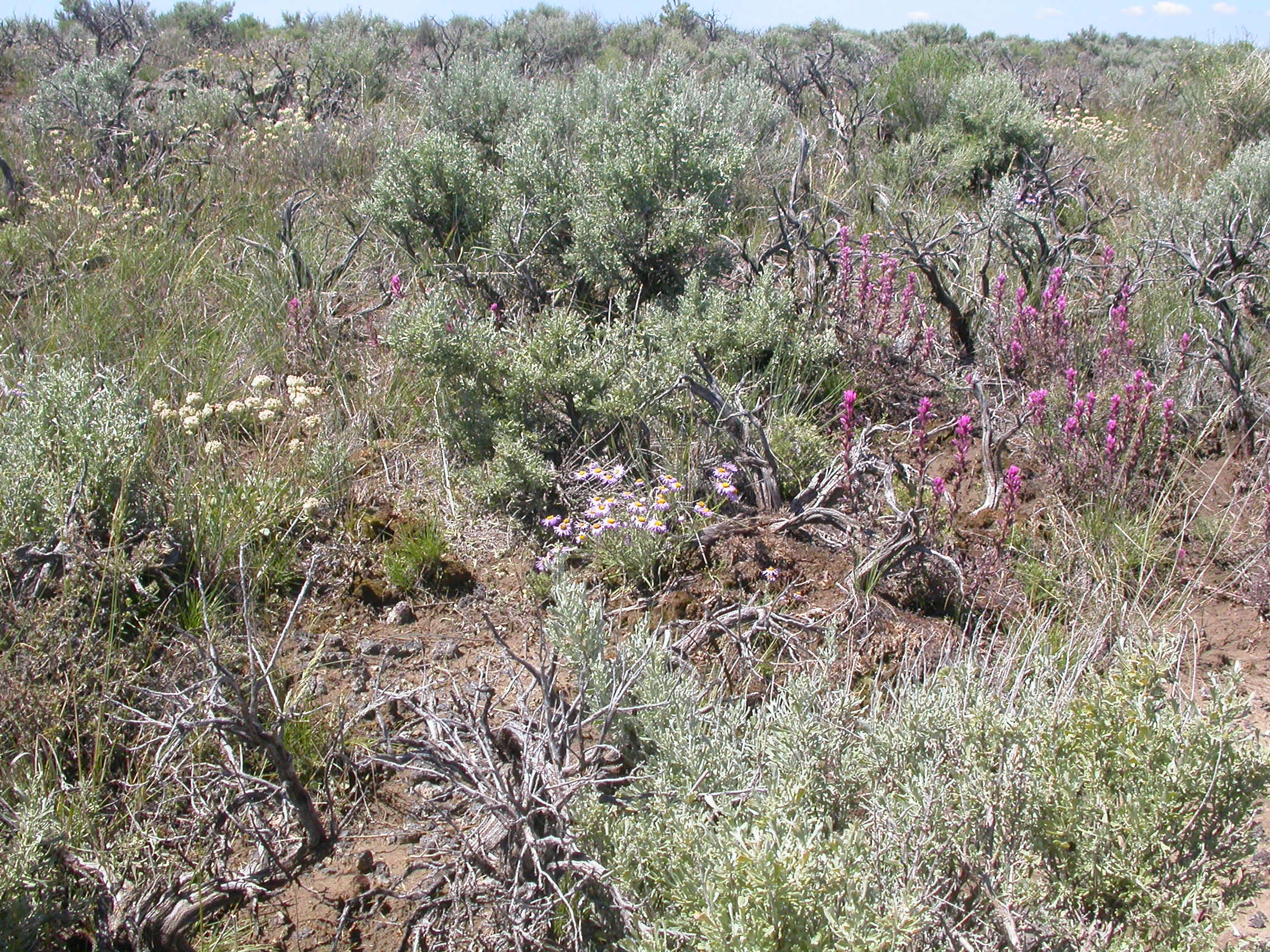
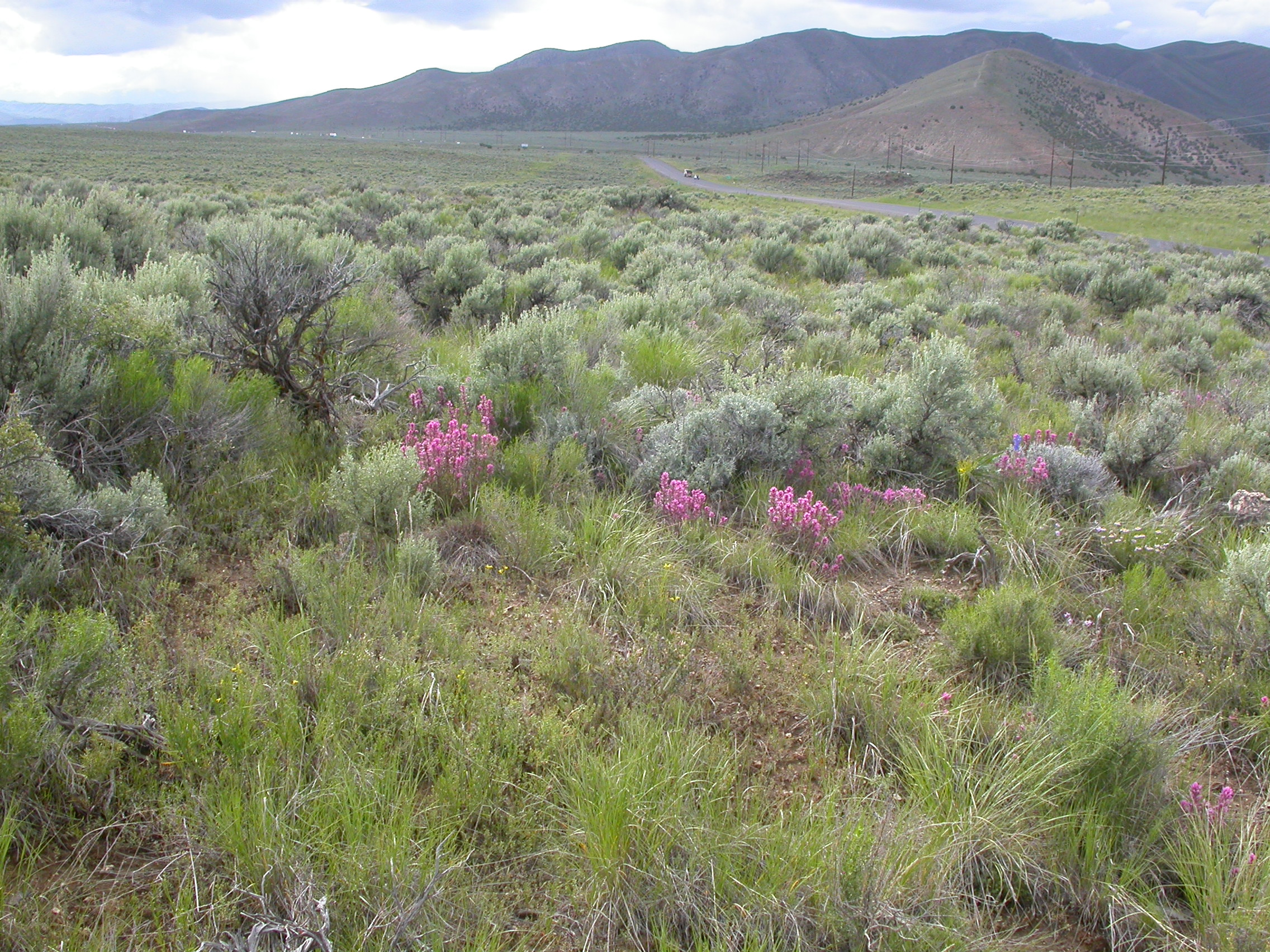
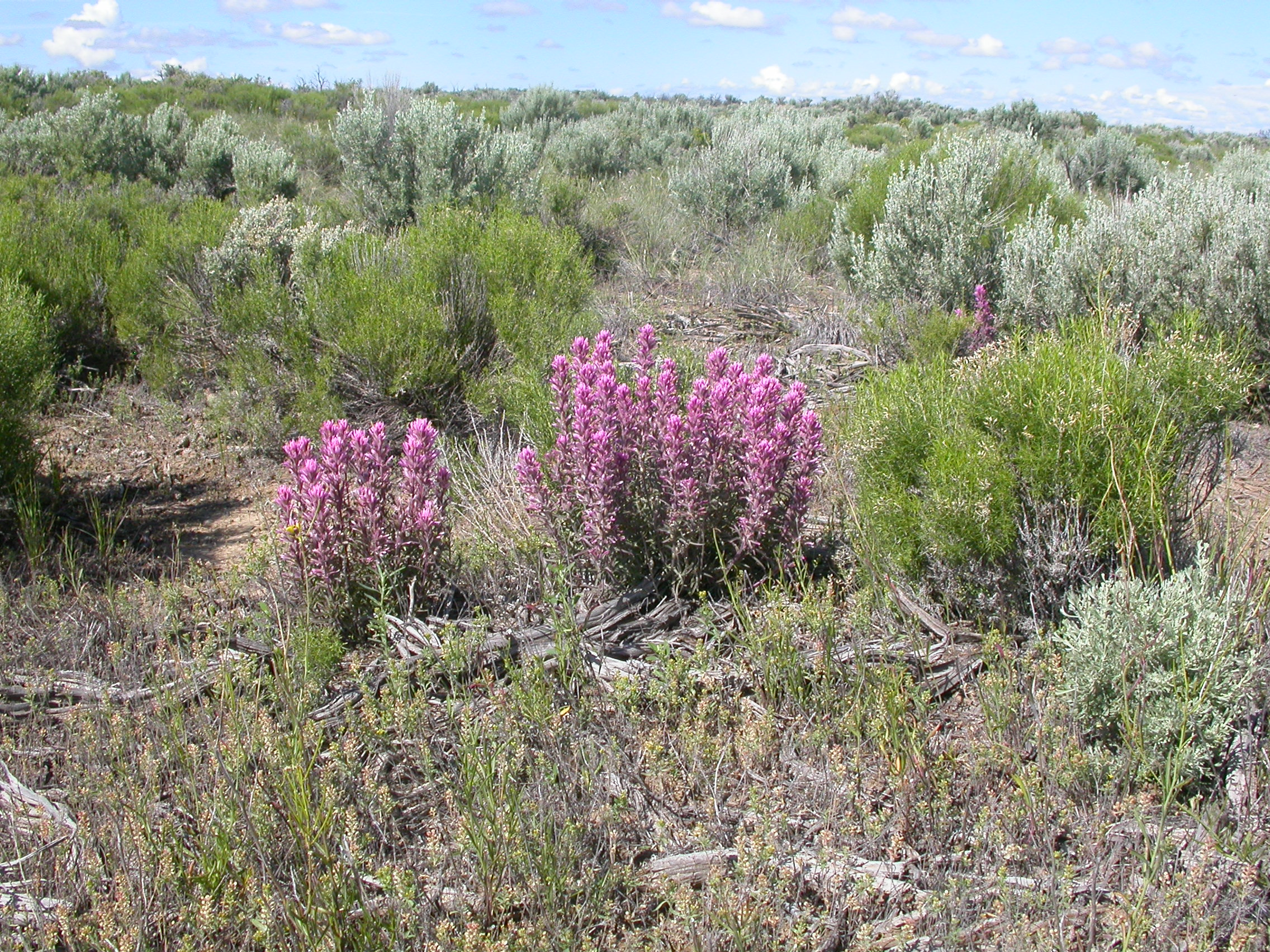
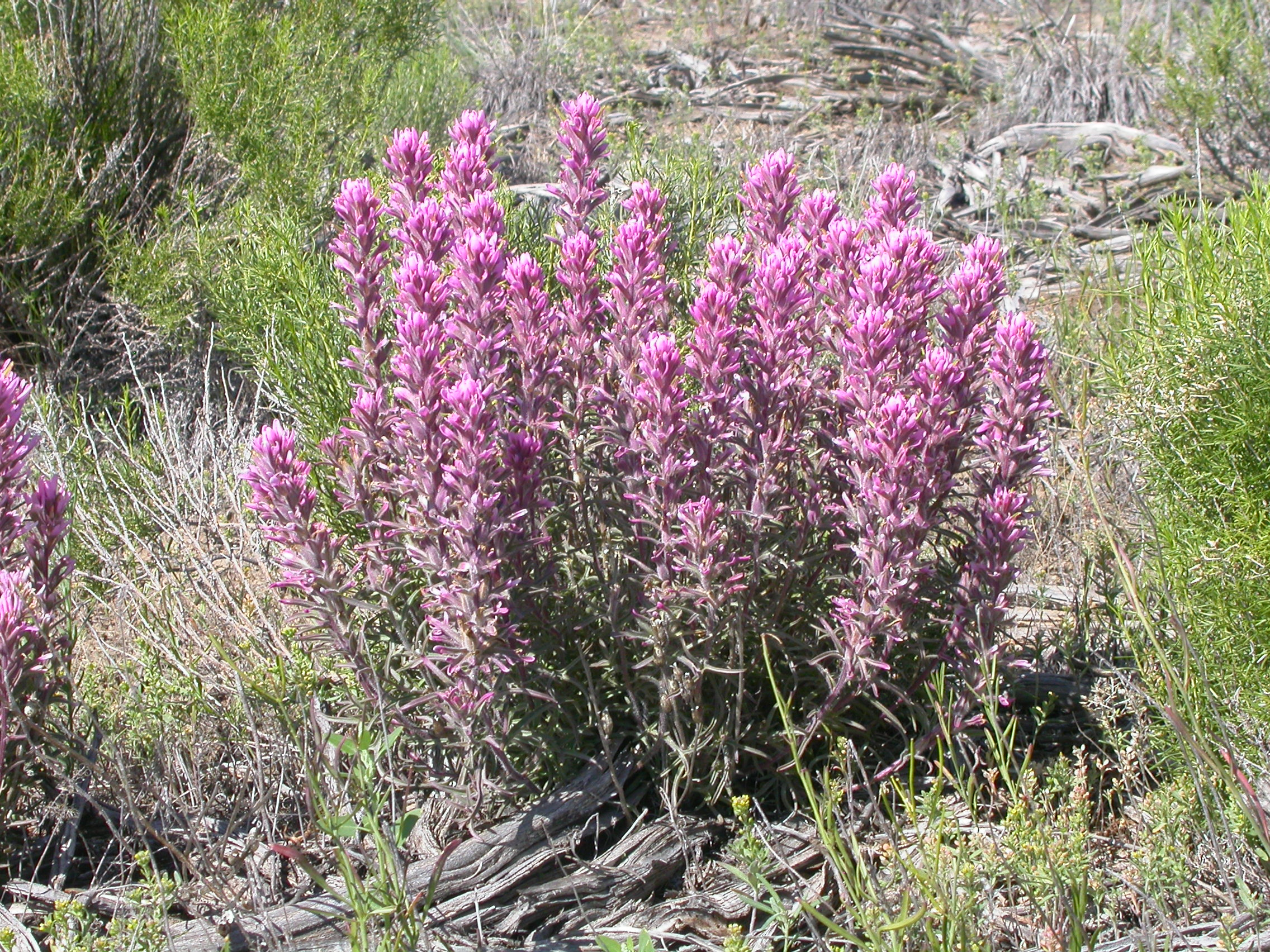
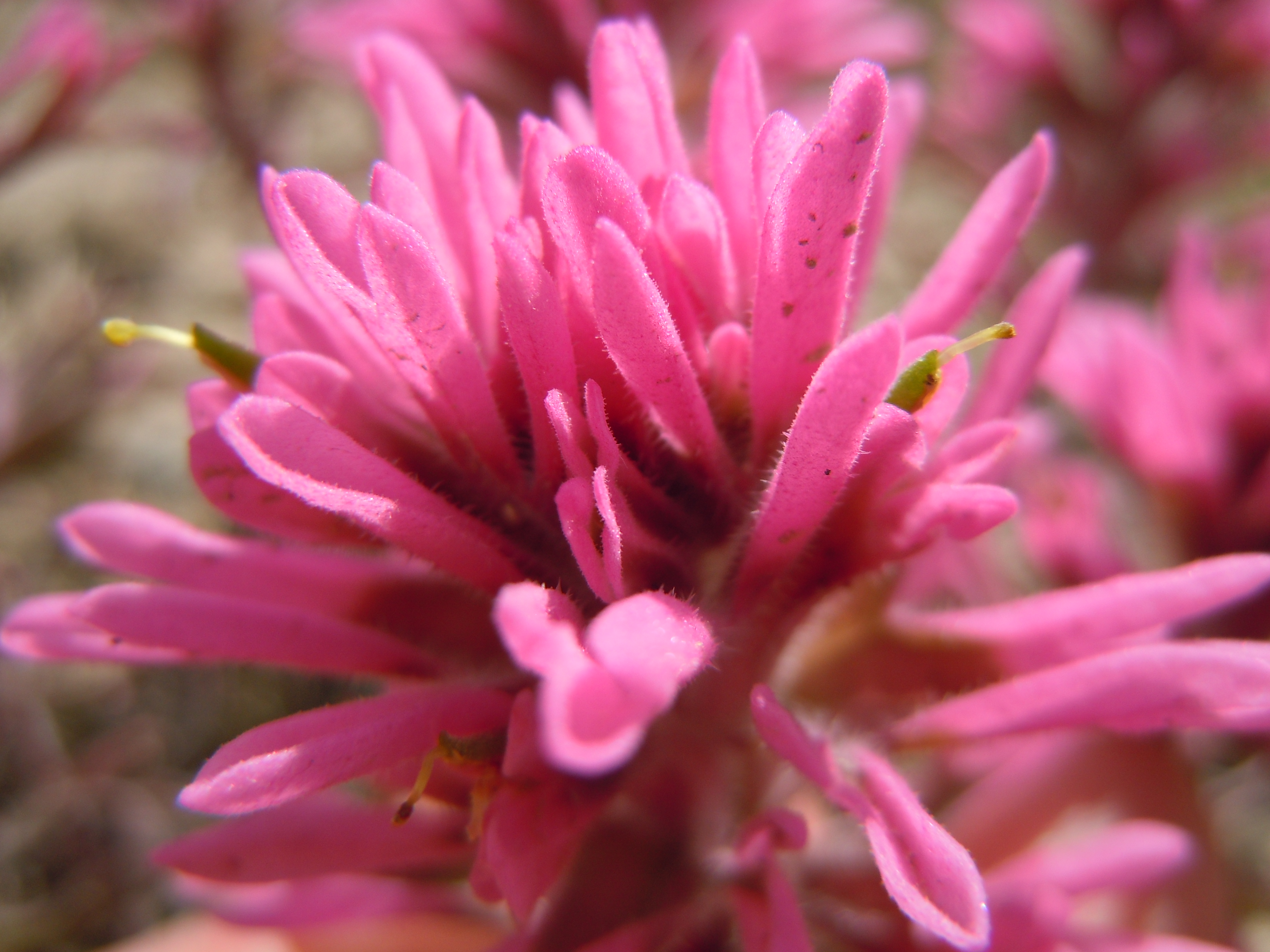
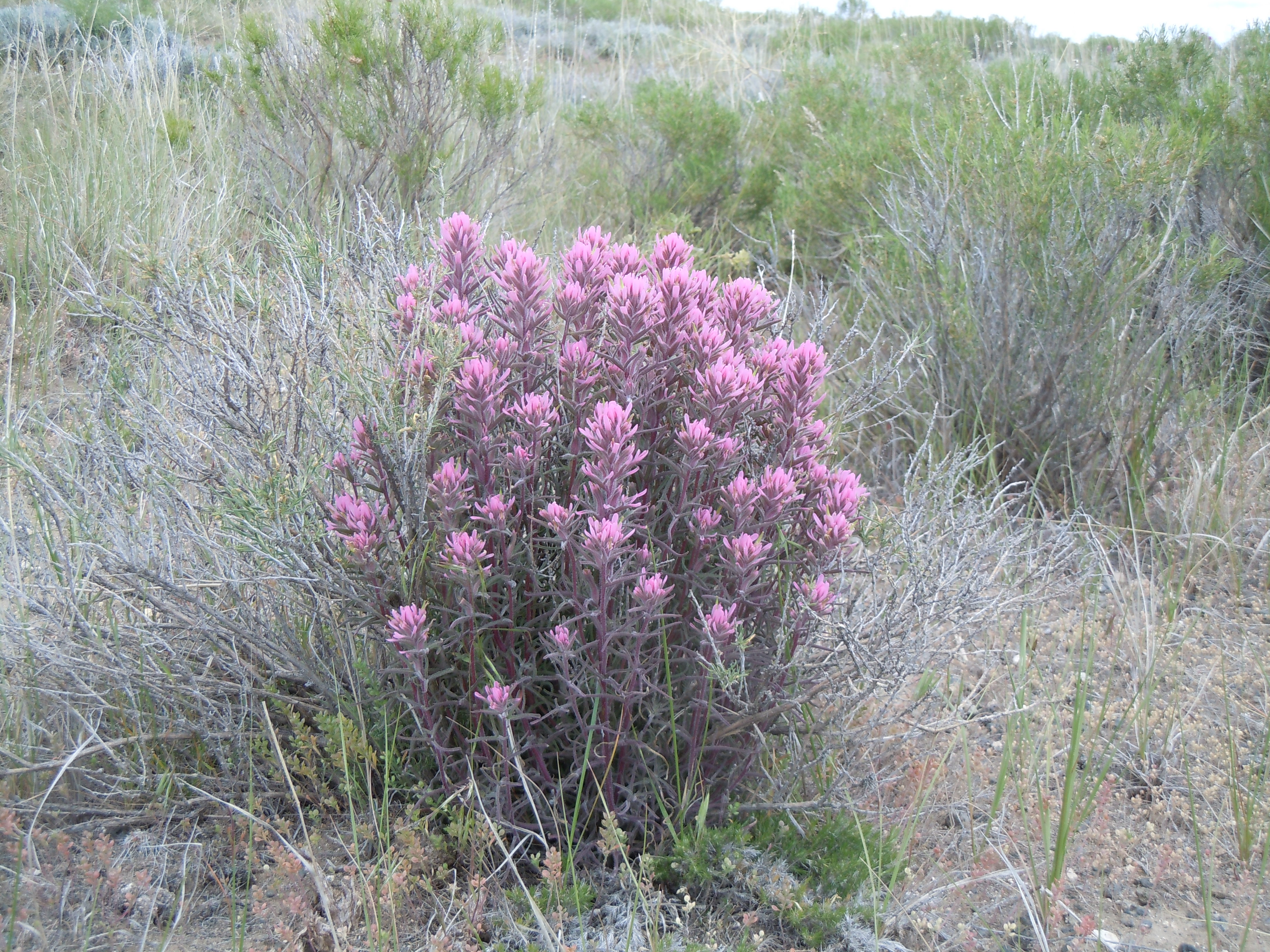